# Pierre-Philippe Giraudeau
Pour les articles homonymes, voir Giraudeau.
Pierre-Philippe Giraudeau, né le 17 mars 1850 à Saint-Mars-de-Coutais (diocèse de Nantes) et mort le 13 novembre 1941 à Ta-tsien lou (Tibet), est un missionnaire français de la Société des missions étrangères de Paris qui œuvra toute sa vie au Tibet dans l'actuel diocèse de Kangding.

## Biographie
Pierre-Philippe Giraudeau naît dans un village de Loire-Inférieure, marqué par les guerres de Vendée, de Pierre Jean Giraudeau et de Jeanne Guihal. Il s'engage à l'âge de vingt ans dans les zouaves pontificaux du général de Charette pendant la guerre de 1870-1871 contre les Prussiens, dont le bataillon se bat dans l'ouest de la France. Il est ordonné prêtre du diocèse de Nantes en 1876 à Nantes et devient professeur au collège de Notre-Dame-des-Couëts. Il entre le 9 août 1877 au séminaire de la Société des missions étrangères de Paris et part le 11 juillet 1878 pour la mission du Tibet fondée vingt ans plus tôt, dans une contrée difficilement accessible aux hauts plateaux et sommets les plus élevés du monde. Le pouvoir chinois et le pouvoir local tibétain y sont en rivalité constante.
Le P. Giraudeau arrive à Ta-tsien lou avec le P. Brieux, dans une ville dont la mission est administrée par Mgr Biet. Il est nommé d'abord à la mission de Bathang qui est incendiée par une révolte des lamas en 1889, puis il est responsable de la station de Mosymien à l'intérieur du pays. Il rencontre avec ses confrères l'expédition scientifique de Gabriel Bonvalot et du prince Henri d'Orléans en juin 1890 à Ta-tsien lou. En 1891, il est nommé provicaire de la mission, mais revenant d'un séjour à Ta-tsien lou, il revient à Mosymien dans une mission qui a été détruite sur ordre des autorités locales. Plusieurs postes chrétiens sont la proie des flammes dans les environs. Finalement sur intervention du ministre de la France à Pékin, un délégué chinois vient effectuer une mission de pacification. La persécution contre les convertis catholiques tibétains cesse pour un temps. Il est nommé coadjuteur de Mgr Biet en 1897 et évêque titulaire de Daphnusia (de) et reçoit la consécration épiscopale en tant qu'administrateur du vicariat, le 12 décembre 1897. Après la mort de Mgr Biet en 1901, il lui succède. Six missionnaires sont assassinés à cette époque, dont le père Soulié en 1905.
Il meurt parmi les siens[pas clair] au Tibet à la veille de ses quatre-vingt-douze ans.